# Spontan genese
Spontan genese (eller spontan generation) er en forældet teori om at liv til stadighed opstår ud af døde ting eller ud af væsensforskellige levende organismer. Eksempelvis forestillingen om at mus kan opstå af gamle klude, at insekter kan opstå af fordærvede fødevarer, at parasitter kan opstå fra deres værtsdyr alene, eller at gæs kan vokse frem fra træer.
Teorien var veludviklet allerede hos Aristoteles og blev først endeligt modbevist omkring 1860 gennem arbejde af især Louis Pasteur.
Dette skal ikke forveksles med den moderne teori, abiogenese, om at livet på Jorden oprindelig er opstået fra uorganisk materiale. En sådan proces regnes for sandsynlig af de fleste i dag selvom de nærmere detaljer ikke er forstået.